# Wang-ui namja
Wang-ui namja, anche conosciuto con il titolo internazionale The King and the Clown, è un film del 2005 diretto da Lee Jun-ik.
Il film è l'adattamento cinematografico dell'opera teatrale del 2000 Yi ispirata alla figura di Yeonsangun di Joseon, un re della dinastia Joseon innamorato di un giullare di corte. Tale storia è ispirata da un breve passaggio degli Annali della dinastia Joseon, in cui viene fatto un riferimento al clown favorito dal re. I costi di produzione della pellicola sono stati approssimativamente di 4,5 milioni di dollari.
Il film fu proposto dalla Corea come miglior film straniero ai Premi Oscar 2005.

## Trama
Ambientato durante il regno di re Yeonsangun di Joseon (1476-1506), il film segue le vicende di due giovani attori, Jang-saeng e l'effeminato Gong-gil, che abbandonano le rispettive compagnie e organizzano a Hanyang una rappresentazione che prende in giro il re, individuo crudele e complessato, temuto dal popolo.
Il re assiste alla rappresentazione, che apprezza talmente tanto da offrire ai due attori di vivere a corte e lavorare per lui; tuttavia comincia a mostrare attenzioni particolari, ma non ricambiate, per Gong-gil, al punto da scatenare la gelosia di Jang Noksu, sua concubina, che inizia a studiare un piano per eliminare i due attori, giungendo non a ucciderli, ma a separarli.

## Accoglienza
In Corea del Sud, il film è stato visto da 12,3 milioni di persone, guadagnando oltre 85 milioni di dollari e diventando il film con gli incassi più alti di sempre in Corea. Nonostante l'enorme successo ottenuto, il film è stato censurato in Cina, dove è stato distribuito esclusivamente in DVD nel 2006.